# SVG Göttingen 07

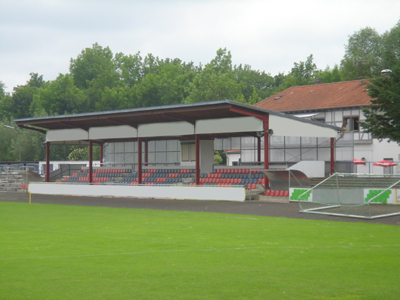
Stadion van SVG

SVG Göttingen 07 is een Duitse voetbalclub uit Göttingen (Nedersaksen).

## Geschiedenis
De club werd in 1907 opgericht als FC Gottingia. In 1919 fuseerde de club met Sport 08 tot SpVgg 07 Göttingen. Tot aan de Tweede Wereldoorlog speelde de club in een van de twee hoogste klassen. Van 1942 tot 1944 speelde de club in de Gauliga Südhannover-Braunschweig.
In 1957 promoveerde de club terug naar de tweede klasse. In de jaren tachtig speelde de club in de Verbandsliga en promoveerde in 1986 naar de Oberliga Nord, de derde klasse. De club eindigde een aantal jaar in de middenmoot en degradeerde weer in 1993, maar kon de afwezigheid in de Oberliga tot één seizoen beperken. Door de herinvoering van de Regionalliga in 1994 was de Oberliga wel nog maar de vierde klasse. De beste notering in de Oberliga was in 1996 toen de club derde eindigde. In 2000 en 2001 volgde twee degradaties op rij. In 2004 zakte de club zelfs naar de Bezirksliga. Intussen kon de club terugkeren naar de Landesliga. In 2015 promoveerde de club weer naar de Oberliga en speelde daar drie seizoenen.

## Eindklasseringen vanaf 1964
| Seizoen | Competitie                         | Niveau | Eindstand | DFB Pokal | Opmerking                                                                           |
| ------- | ---------------------------------- | ------ | --------- | --------- | ----------------------------------------------------------------------------------- |
| 1963/64 | Amateuroberliga Niedersachsen-Oost | III    | 13        | --        |                                                                                     |
| 1964/65 | Verbandsliga Niedersachsen-Süd     | IV     | 11        | --        |                                                                                     |
| 1965/66 | Verbandsliga Niedersachsen-Süd     | IV     | 11        | --        |                                                                                     |
| 1966/67 | Verbandsliga Niedersachsen-Süd     | IV     | 7         | --        |                                                                                     |
| 1967/68 | Verbandsliga Niedersachsen-Süd     | IV     | 15        | --        |                                                                                     |
| 1968/69 | Verbandsliga Niedersachsen-Süd     | IV     | 8         | --        |                                                                                     |
| 1969/70 | Verbandsliga Niedersachsen-Süd     | IV     | 4         | --        |                                                                                     |
| 1970/71 | Verbandsliga Niedersachsen-Süd     | IV     | 14        | --        |                                                                                     |
| 1972-74 | onbekend                           |        |           |           |                                                                                     |
| 1974/75 | Bezirksliga Braunschweig           | VI     | 2         | --        |                                                                                     |
| 1975/76 | Bezirksliga Braunschweig           | VI     | 1         | --        |                                                                                     |
| 1976/77 | Verbandsliga Niedersachsen-Süd     | V      | 1         | --        |                                                                                     |
| 1977/78 | Verbandsliga Niedersachsen-Süd     | V      | ?         | --        |                                                                                     |
| 1978/79 | Verbandsliga Niedersachsen-Süd     | V      | 1         | --        | 1e in promotieserie                                                                 |
| 1979/80 | Verbandsliga Niedersachsen         | IV     | 4         | --        |                                                                                     |
| 1980/81 | Verbandsliga Niedersachsen         | IV     | 8         | --        |                                                                                     |
| 1981/82 | Verbandsliga Niedersachsen         | IV     | 8         | --        |                                                                                     |
| 1982/83 | Verbandsliga Niedersachsen         | IV     | 14        | --        |                                                                                     |
| 1983/84 | Verbandsliga Niedersachsen         | IV     | 8         | --        |                                                                                     |
| 1984/85 | Verbandsliga Niedersachsen         | IV     | 9         | --        |                                                                                     |
| 1985/86 | Verbandsliga Niedersachsen         | IV     | 2         | --        | 1e in promotiegroep B met 4 clubs                                                   |
| 1986/87 | Oberliga Nord                      | III    | 8         | --        |                                                                                     |
| 1987/88 | Oberliga Nord                      | III    | 10        | --        |                                                                                     |
| 1988/89 | Oberliga Nord                      | III    | 14        | --        |                                                                                     |
| 1989/90 | Oberliga Nord                      | III    | 11        | --        |                                                                                     |
| 1990/91 | Oberliga Nord                      | III    | 13        | --        |                                                                                     |
| 1991/92 | Oberliga Nord                      | III    | 9         | --        |                                                                                     |
| 1992/93 | Oberliga Nord                      | III    | 13        | --        |                                                                                     |
| 1993/94 | Verbandsliga Niedersachsen         | IV     | 12        | --        |                                                                                     |
| 1994/95 | Oberliga Nord Niedersachsen/Bremen | IV     | 12        | --        | invoering Regionalliga                                                              |
| 1995/96 | Oberliga Nord Niedersachsen/Bremen | IV     | 3         | --        |                                                                                     |
| 1996/97 | Oberliga Nord Niedersachsen/Bremen | IV     | 12        | --        |                                                                                     |
| 1997/98 | Oberliga Nord Niedersachsen/Bremen | IV     | 7         | --        |                                                                                     |
| 1998/99 | Oberliga Nord Niedersachsen/Bremen | IV     | 12        | --        |                                                                                     |
| 1999/00 | Oberliga Nord Niedersachsen/Bremen | IV     | 15        | --        |                                                                                     |
| 2000/01 | Niedersachsenliga-Ost              | V      | 16        | --        |                                                                                     |
| 2001/02 | Landesliga Braunschweig            | VI     | 13        | --        |                                                                                     |
| 2002/03 | Landesliga Braunschweig            | VI     | 9         | --        |                                                                                     |
| 2003/04 | Landesliga Braunschweig            | VI     | 14        | --        |                                                                                     |
| 2004/05 | Bezirksliga Braunschweig Süd       | VII    | 2         | --        | promotie play-off > TSV Hillerse: 0-3                                               |
| 2005/06 | Bezirksliga Braunschweig Süd       | VII    | 2         | --        | kampioen TSV Holtensen mocht niet promoveren (geen jeugdteams aangemeld)            |
| 2006/07 | Bezirksoberliga Braunschweig       | VI     | 5         | --        |                                                                                     |
| 2007/08 | Bezirksoberliga Braunschweig       | VI     | 2         | --        |                                                                                     |
| 2008/09 | Bezirksoberliga Braunschweig       | VI     | 1         | --        |                                                                                     |
| 2009/10 | Oberliga Niedersachsen-Ost         | V      | 9         | --        | 3e in kwalificatiegroep A voor éénklassige Oberliga; play-off > SC Langenhagen: 0-3 |
| 2010/11 | Landesliga Braunschweig            | VI     | 5         | --        |                                                                                     |
| 2011/12 | Landesliga Braunschweig            | VI     | 10        | --        |                                                                                     |
| 2012/13 | Landesliga Braunschweig            | VI     | 3         | --        |                                                                                     |
| 2013/14 | Landesliga Braunschweig            | VI     | 3         | --        |                                                                                     |
| 2014/15 | Landesliga Braunschweig            | VI     | 1         | --        |                                                                                     |
| 2015/16 | Oberliga Niedersachsen             | V      | 6         | --        |                                                                                     |
| 2016/17 | Oberliga Niedersachsen             | V      | 12        | --        |                                                                                     |
| 2017/18 | Oberliga Niedersachsen             | V      | 16        | --        |                                                                                     |
| 2018/19 | Landesliga Braunschweig            | VI     | 3         | --        |                                                                                     |
| 2019/20 | Landesliga Braunschweig            | VI     | 1         | --        | competitie afgebroken i.v.m. coronapandemie.                                        |
| 2020/21 | Oberliga Niedersachsen             | V      | --        | --        | Competitie afgebroken i.v.m. coronapandemie. Er wordt geen stand opgemaakt.         |
| 2021/22 | Oberliga Niedersachsen             | V      | 16        | --        | 8e in voorronde                                                                     |
| 2022/23 | Landesliga Braunschweig            | VI     | 6         | --        |                                                                                     |
| 2023/24 | Landesliga Braunschweig            | VI     | 8         | --        |                                                                                     |
| 2024/25 | Landesliga Braunschweig            | VI     | 7         | --        |                                                                                     |
| 2025/26 | Landesliga Braunschweig            | VI     | .         | --        |                                                                                     |